# Balma de l'Espluga (Mura)
La Balma de l’Espluga és una cova del Parc Natural de Sant Llorenç del Munt i la Serra de l'Obac.

## Descripció
Aquesta cavitat està situada al Turó de l'Espluga, a Mura. El conjunt està format per dues balmes obrades i un antic mur.Una més grana ponent  i l’altra de proporcions més reduïdes a llevant i que podria ser la dependència auxiliar. Probablement hi hagué un doble pis fet amb troncs que han deixat marques a la roca. A prop de la balma hi ha una bassa artificial de recollida d'aigua.
La construcció podria ser dels primers segles medievals, cap al segle IX-X, tot i que no es disposa  de documentació que deixi constància de la balma.
És dins del límit del Parc Natural de Sant Llorenç del Munt i l'Obac, creat el 1972. Des del 2000 també forma part de l'Inventari d'espais d'interès geològic de Catalunya (IEIGC) inventariat com espai d'interès geològic en el conjunt de la geozona Sant Llorenç del Munt i l'Obac, la qual forma part del parc natural majoritàriament.